# Backaplan
Backaplan är ett köpcentrumområde i stadsdelarna Tingstadsvassen, Brämaregården och Kvillebäcken på Hisingen i Göteborg. Centrum på Backaplan är Hjalmar Brantingsplatsen, cirka två kilometer från Göteborgs centralstation.

## Historik
Området startade som köpcentrum med Stor-EPA år 1969 och har sedan dess utvecklats till ett av Sveriges största köpcentra[källa behövs] tillgängligt för både bil-, buss- och spårvägsburna kunder. På området finns bland annat stormarknaden Coop Forum. Affärer och fastighetsägare är organiserade i Centrumledning Backaplan AB.
Den 30 oktober 1998 omkom 63 ungdomar och många fler skadades vid en brand i en festlokal vid Backaplan. Den lokalen låg/ligger sydväst om Hjalmar Brantingsplatsen.

## Utbredning
Backaplan är namnet på hela köpcentrumet runt Hjalmar Brantingsplatsen (där kollektivtrafiken är koncentrerad). Den största delen av Backaplan är belägen norr och nordöst om Hjalmar Brantingsplatsen, men en mindre del (bland annat Kvillebäcks Center) ligger åt sydväst.

### Områdets gator
Norr/nordöst
- Deltavägen
- Södra Deltavägen
- Swedenborgsgatan
- Backavägen
- Kvillebäcksgatan
- Krokegårdsgatan
- Motorgatan

Sydväst
- Herkulesgatan

## Ombyggnad och renovering

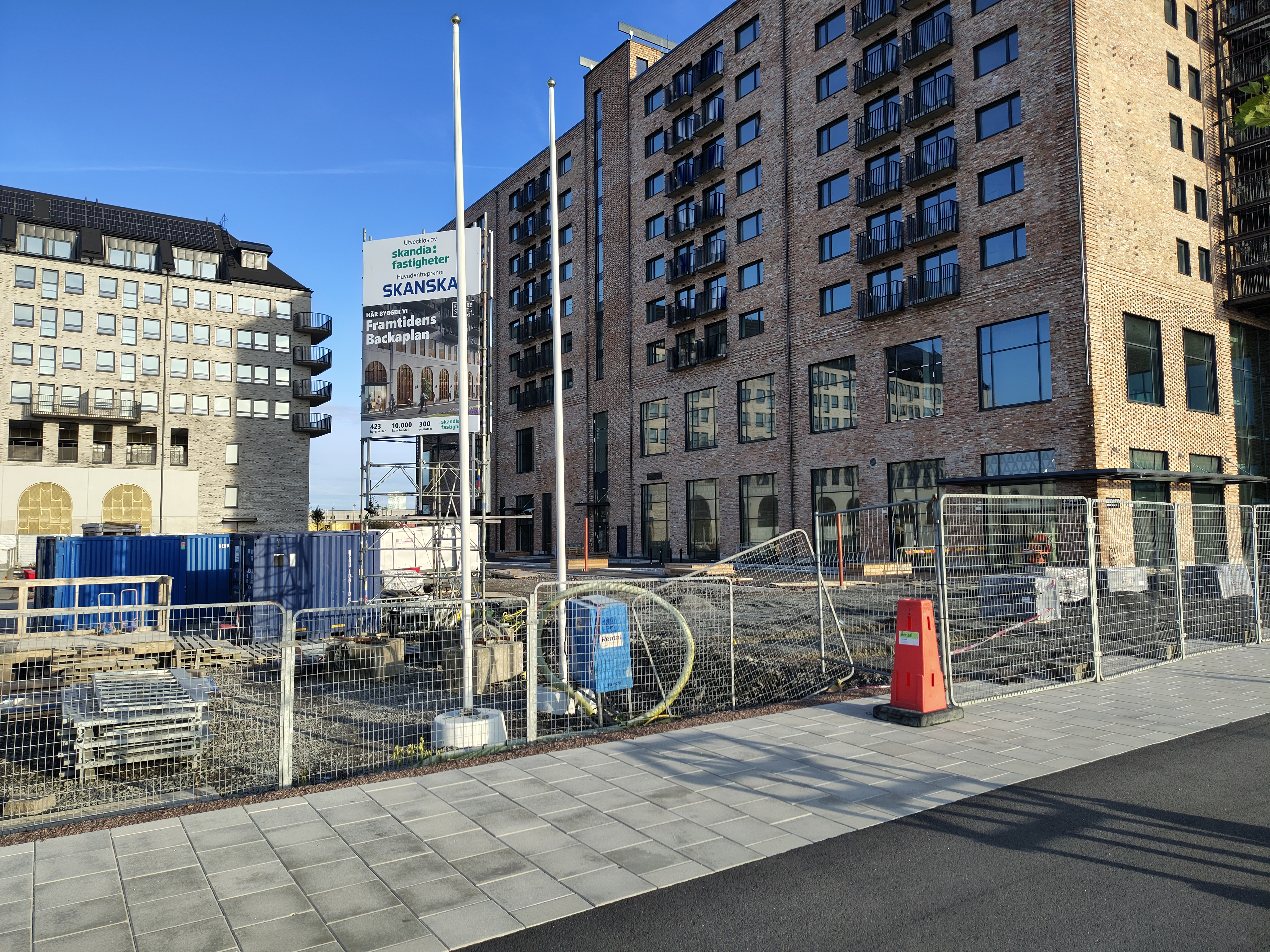
Den första färdigställda delen i Nya Backaplan

Det pågår långt gångna planer på ombyggnad av Backplan. Göteborgs kommun kommer att förtäta Backaplan samtidigt som själva handelsytorna byggs om för att skapa en centrumbebyggelse och "utöka" Göteborgs centrum över älven. Bland annat kommer Coops stora lokal att rivas och en nybyggnad kommer att ske på en annan närbelägen tomt. KF fastigheter kommer att äga och förvalta majoriteten av den nya bebyggelsen och det planeras över 5 000 nya bostäder i området.